# Keith Nelson
Keith Robert Nelson (Renfrew, 18 febbraio 1947 – 29 gennaio 2020) è stato un calciatore neozelandese, di ruolo attaccante.

## Carriera

### Club
Ha giocato nel campionato scozzese e neozelandese.

### Nazionale
Ha collezionato 20 presenze e 16 reti con la maglia della Nazionale.

## Palmarès

### Club

#### Competizioni nazionali
- New Zealand Football Championship: 3

Mount Wellington: 1979, 1980, 1982
- Chatham Cup: 2

Mount Wellington: 1982, 1983